# Thượng Nghĩa
Thượng Nghĩa (chữ Hán giản thể:尚义县) là một huyện thuộc địa cấp thị Trương Gia Khẩu, tỉnh Hà Bắc, Cộng hòa Nhân dân Trung Hoa. Huyện này có diện tích 2621 ki-lô-mét vuông, dân số năm 1999 là 190.059 người.. Mã số bưu chính của Cô Nguyên là 076700. Chính quyền huyện Thượng Nghĩa đóng ở trấn Hào Tạm. Huyện nằm ở phía tây Trương Gia Khẩu, thượng lưu Dương Hà, giáp Nội Mông. Huyện nông nghiệp này có các sản phẩm như: yến mạch, tiểu mạch. Công nghịêp có ngành thuộc da, cơ khí.